# Thornhill (Ontario)
Thornhill ist ein Vorort und ehemalige Stadt in der Regional Municipality of York nördlich von Toronto in der kanadischen Provinz Ontario mit 112.719 Einwohnern auf einer Fläche von 62,90 km².
Der Vorort ist entlang der zentral verlaufenden Yonge Street auf die Städte Vaughan und Markham aufgeteilt.

## Geschichte
Die Siedlung wurde 1794 gegründet. Von besonderer Bedeutung war der englische Siedler Benjamin Thorne (1794–1848), der im Ort eine Getreidemühle, eine Gerberei und ein Sägewerk betrieb und nach dem die Siedlung später benannt wurde.
Mit der Gründung der Regionalgemeinde York wurde die Gemeinde zwischen den Städten Vaughan und Markham aufgeteilt.

## Söhne und Töchter der Gemeinde
- James Day (* 1946), Reiter
- Hayden (* 1971), Singer-Songwriter
- Adrian Cann (* 1980), Fußballspieler
- Dominic Moore (* 1980), Eishockeyspieler
- Stuart Stone (* 1980), Schauspieler, Synchronsprecher und Filmschaffender
- Craig Kielburger (* 1982), Autor
- Eric Himelfarb (* 1983), Eishockeyspieler
- Lauren Collins (* 1986), Schauspielerin
- Paula Brancati (* 1989), Schauspielerin
- Steven Tarasuk (* 1989), Eishockeyspieler
- Daniel Erlich (* 1991), Eishockeyspieler
- Daniel Mantenuto (* 1997), italo-kanadischer Eishockeyspieler